# Hygrophorus megasporus
Hygrophorus megasporus är en svampart som tillhör divisionen basidiesvampar, och som beskrevs av A. H. Smith. och Lexemuel Ray Hesler. Hygrophorus megasporus ingår i släktet Hygrophorus, och familjen Hygrophoraceae. Det är osäkert om arten förekommer i Sverige.